# Schleinikon
Schleinikon é uma comuna da Suíça, situada no distrito de Dielsdorf, no cantão de Zurique. Tem 5,65 km² de área e sua população em 2018 foi estimada em 728 habitantes.